# Baleine Bleue de Catoosa
Cet article concerne une construction. Pour l’article concernant l’animal marin, voir Baleine bleue.

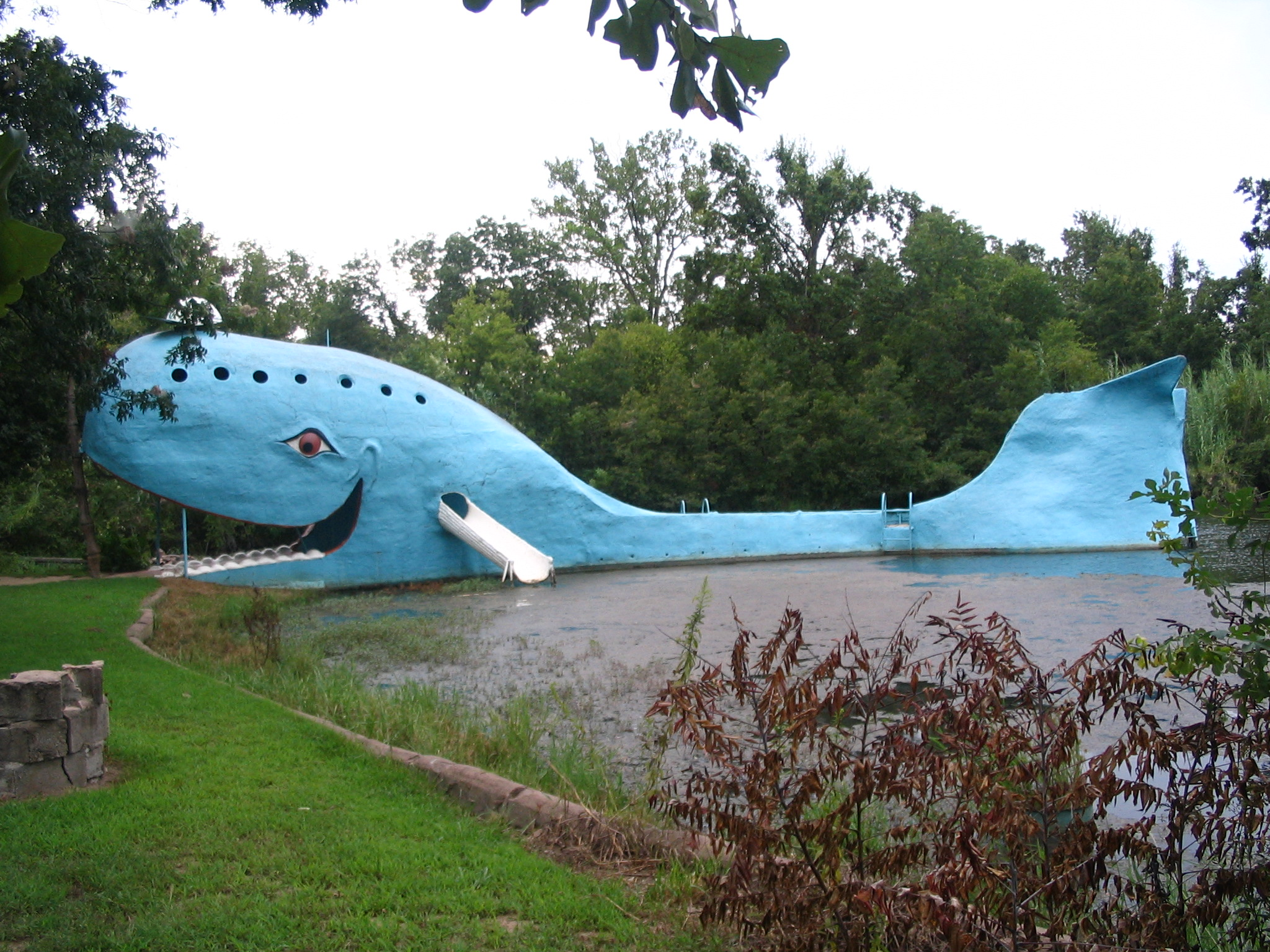
La Baleine Bleue de Catoosa.

La Baleine Bleue de Catoosa est une construction en forme de cétacé située au bord d’un étang à la sortie est de la ville de Catoosa, dans l'État de l’Oklahoma. Elle est devenue l’une des attractions les plus remarquables de la Route 66 aux États-Unis.

## Création
Hugh Davis a construit la Baleine Bleue de Catoosa au début des années 1970 avec Harold Thomas pour l’anniversaire de sa femme Zelta, qui collectionnait les figurines de baleines. La Baleine Bleue et son étang sont devenus le lieu de baignade préféré des habitants des environs et des voyageurs de passage sur la Route 66. À l’origine, l’étang sur lequel est construite la Baleine Bleue était alimenté en eau de source et destiné à l’usage personnel de la famille Davis. De nombreux habitants des environs venaient profiter du lieu, Hugh Davis y a donc fait apporter plusieurs tonnes de sable, a construit des tables de pique-nique, engagé des sauveteurs et a ouvert le site au public.

## Attraction publique
Le site de la Baleine Bleue a longtemps été un lieu de baignade, de pique-nique, de jeu et de pêche en famille pour les personnes de passage et des environs. À l’origine baptisé Nature’s Acres, le site n’a cessé d’être amélioré par M. Davis, jusqu’à la construction de la Fun and Swim Blue Whale et de l’A.R.K (Le Royaume des reptiles, en anglais : Animal Reptile Kingdom). L’attraction était également associée au beau-frère de Hugh, le chef indien Wolf Robe Hunt, de la tribu des Acomas, connu pour ses peintures indiennes et comme orfèvre talentueux. Une anecdote raconte qu’une fois, le chef Wolf Robe Hunt s’est rendu de la Baleine Bleue au comptoir commercial d’Arrowood en courant sur l’autoroute. 
En 1988, la famille Davis n’ayant plus les moyens de l’entretenir, le site est fermé au public. En janvier 1990, M. Davis décède, suivi par sa femme Zelta en 2001. Le parc se délabre rapidement et tombe à l’abandon. Une dizaine d’années plus tard, des habitants de Catoosa et des employés d’Hampton Inn lancent une quête de fonds et des bénévoles restaurent les lieux. La Baleine Bleue est restaurée et repeinte dans son bleu brillant d’origine. La zone de pique-nique adjacente est également restaurée. Actuellement, bien qu’elle reste un lieu incontournable pour les touristes de passage, la baignade n’est plus autorisée dans l’étang dont l’eau croupit. Les personnes s’y arrêtant la journée pour pique-niquer et pêcher en famille, comme à l’époque de la famille Davis, y sont moins nombreux. 

## Culture populaire
Le 15 juin 2002, la Baleine Bleue a été reconnue au niveau national en apparaissant dans la bande dessinée Zippy the Pinhead. Elle apparait également dans l’épisode 6 de la saison 3 de la série britannique An Idiot Abroad, lorsque les personnages sont sur la Route 66.

## Galerie

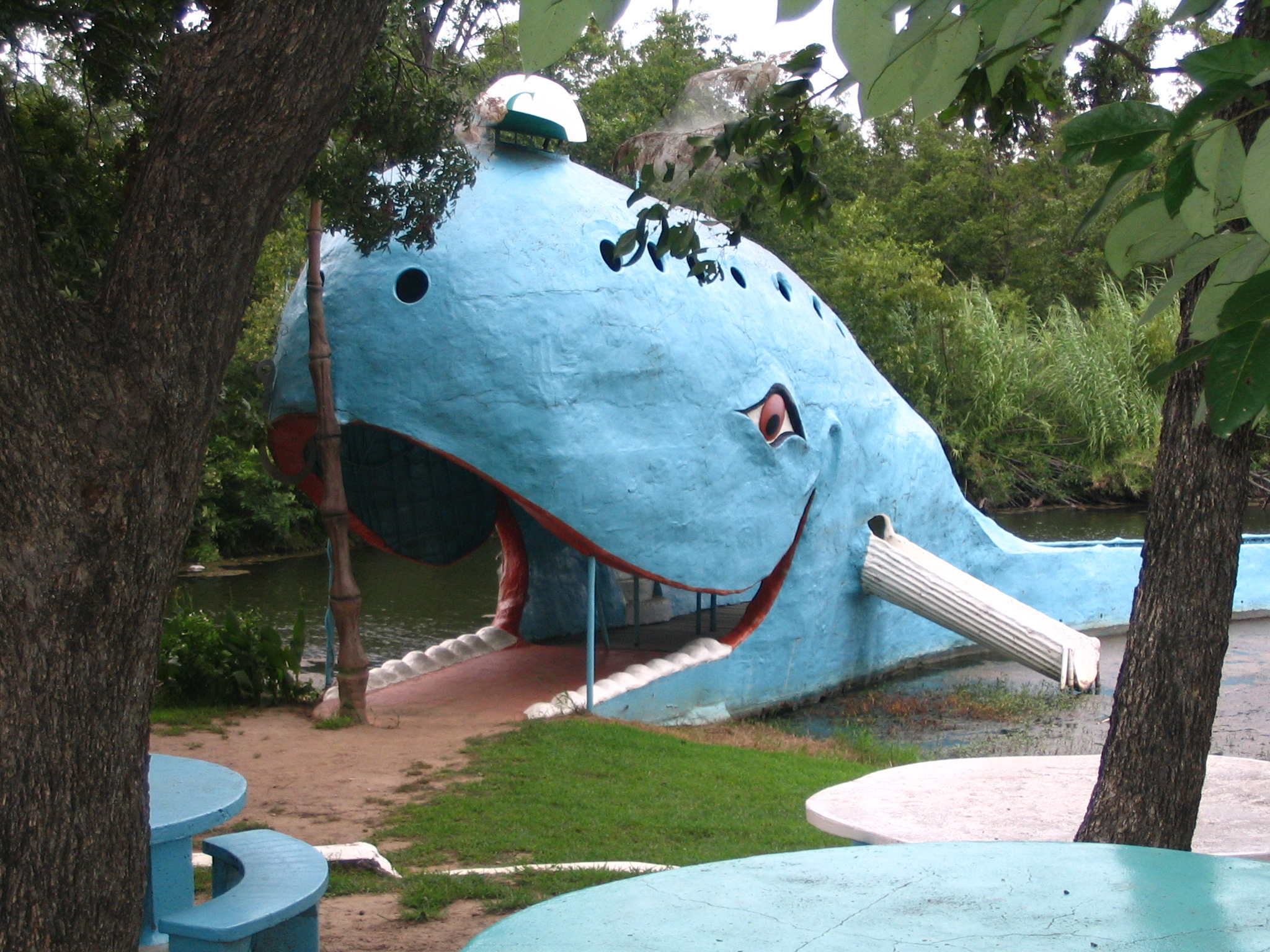
Vue de la Baleine Bleue.
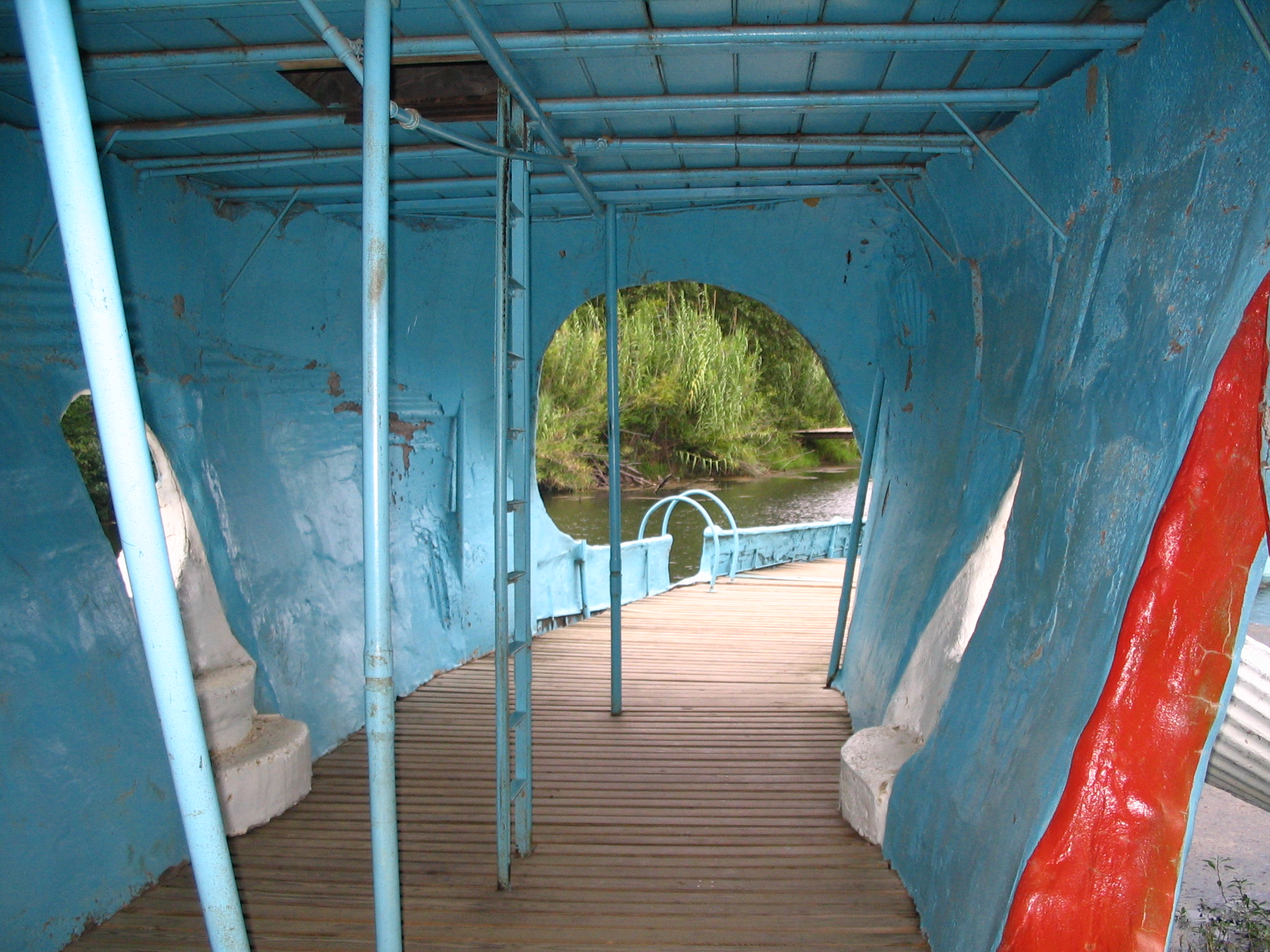
L'intérieur de la Baleine Bleue.
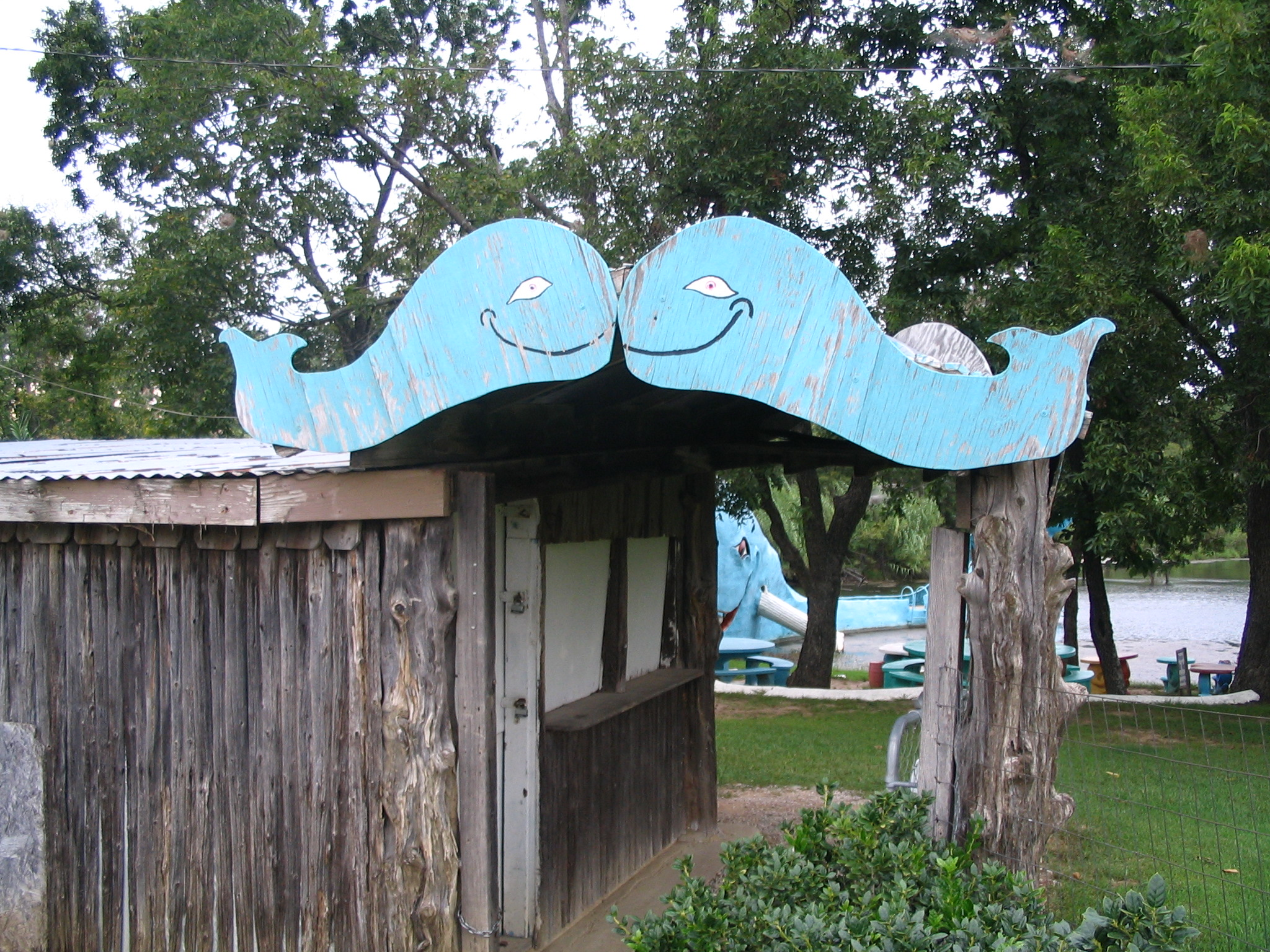
Le panneau Kissing Whales (« les baleines s’embrassant ») à l’entrée droite du parc.
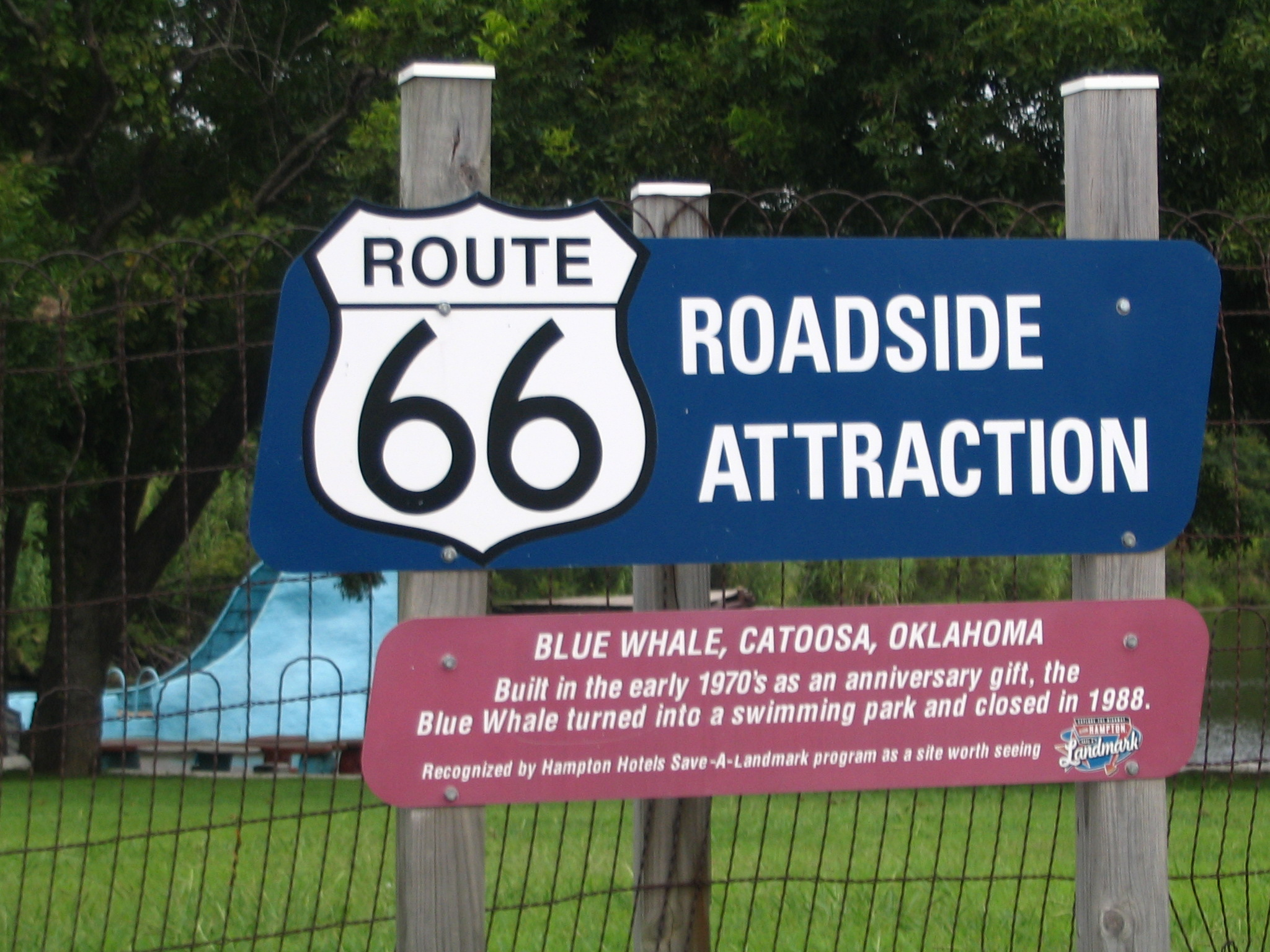
Panneau d’informations de la Route 66.